# Операция Plumbbob
Операция Plumbbob (с англ. — «Отвес») — шестнадцатая серия атмосферных ядерных испытаний, состоящая из 29 взрывов, проведенных США в период с 28 мая по 7 октября 1957 года. 
Это восьмая серия испытаний на ядерном полигоне в Неваде. Она последовала после Проекта 57 и предшествовала Проекту 58/58А. 
Это серия испытаний была самой большой, самой длинной и самой обсуждаемой из происходивших на континентальной части Соединенных Штатов.

## Общее описание
Операция состояла из 29 взрывов, из которых только два не увенчались успехом. В этих испытаниях совокупно принимало участие двадцать одна лаборатория и правительственное агентство.
Большинство испытаний серии Plumbbob было предназначено для развития боеголовок ракет межконтинентальной и средней дальности, однако среди них также были испытания боеголовок малой мощности, с целью дальнейшего применения в рамках противовоздушной и противолодочной обороны.
В ходе операции Plumbbob произошло использование самой высокой башни в истории ядерных испытаний США, а также высотное испытание воздушного шара.

## Испытание на людях
Взрыв John, произведённый 19 июля 1957, был единственным испытанием ракеты AIR-2 Genie с ядерной боеголовкой. Она была запущена с борта самолёта F-89 Scorpion над участком Yukka Flats на Невадском испытательном полигоне. На поверхности Военно-воздушные силы США провели фотосессию, сняв на плёнку 5 офицеров ВВС, стоящих прямо в эпицентре (англ. Ground Zero) взрыва с табличкой «Эпицентр взрыва. Население 5 человек» (англ. GROUND ZERO POPULATION 5), происходящего на высоте от 5600—6100 метров, с целью продемонстрировать воздействие ядерного оружия на гражданском населении без последствий для здоровья. 
Имена пяти офицеров:
- Полковник Сидни Брюс (англ. Sidney C. Bruce), позже профессор электротехники в Университете Колорадо, умер в 2005;
- Подполковник Фрэнк Болл (англ. Frank P. Ball), умер в 2003;
- Майор Джон Хьюз (англ. John w. Hughes II), умер в 1990;
- Майор Норман Бодингер (англ. Norman B. Bodinger), умер 2 февраля 1997;
- Майор Дональд Латрелл (англ. Donald A. Luttrell), умер 20 декабря 2014.

Фотограф, Акира «Джордж» Йошитаке (англ. Akira «George» Yoshitake), умер в октябре 2013.
В 2012 году фотограф встретился в ресторане в Далласе  с последним живущим из тех пяти, дабы вспомнить те события

## Эксперимент с крышкой люка
В 1956 году доктора Роберта Браунли из Лос-Аламосской национальной лаборатории в Нью-Мексико попросили изучить возможность проведения ядерных взрывов под землей. Испытания шли более-менее штатно, пока во время эксперимента под кодовым названием «Pascal-A» не произошло нечто непредвиденное: бомба, от которой ждали маломощного взрыва — взорвалась с гораздо большей силой, создав мощную струю огня, которая выстрелила в небо на сотни метров. 
Браунли решил измерить, как быстро газ вылетает из колодца при следующем подземном испытании и во время ядерных испытаний «Pascal-B» над скважиной была приварена 900-килограммовая крышка из стальной пластины (кусок броневой плиты). Когда 27 августа 1957 года «Pascal-B» взорвался, взрыв прошел прямо по испытательной шахте, запустив крышку люка со скоростью более 66 км/с (240 000 км/ч). Высокоскоростная камера, снимавшая один кадр в миллисекунду, была сфокусирована на скважине, потому что изучение скорости движения крышки считалось интересным с научной точки зрения. После взрыва крышка люка появилась только на одном кадре, но этого было достаточно, чтобы оценить ее скорость. Браунли подсчитал, что взрыв в сочетании с особой конструкцией вала разогнал крышку примерно в шесть раз быстрее второй космической скорости Земли. Неизвестно смогла крышка люка покинуть Землю или нет — из-за аэродинамического сопротивления объект, движущийся на столь большой скорости, нагревается до значительных температур, поэтому наиболее вероятно, что крышка испарилась в атмосфере до того, как смогла отправиться в космос.

## Список ядерных взрывов
| Испытания      | Дата                         | Место | Высота                                       | Мощность | Замечания | Изображение |
| -------------- | ---------------------------- | --- | -------------------------------------------- | -------- | --------- | ----------- |
| Boltzmann      | 28 мая 1957 11:55:00.2       | Nevada Test Site Area 7c 37°05′41″ с. ш. 116°01′28″ з. д.                                                                                                   | 150 м башня                                  | 12 кт    |           |             |
| Franklin       | 2 июня 1957 11:54:59.9       | Nevada Test Site Area T3 37°02′52″ с. ш. 116°01′19″ з. д.                                                                                                   | 90 м башня                                   | 140 т    |           |             |
| Lassen         | 5 июня 1957 11:45:00.3       | Nevada Test Site Area B9a ~ 37°08′05″ с. ш. 116°02′30″ з. д.                                                                                                | 150 м аэростат                               | 600 т    |           |             |
| Wilson         | 18 июня 1957 11:45:00.3      | Nevada Test Site Area B9a ~ 37°08′05″ с. ш. 116°02′30″ з. д.                                                                                                | 150 м аэростат                               | 10 кт    |           |             |
| Priscilla      | 24 июня 1957 13:30:00.1      | Nevada Test Site Area 5 36°47′53″ с. ш. 115°55′47″ з. д. | 210 м аэростат                               | 37 кт    |           |             |
| Coulomb-A      | 1 июля 1957 17:30:??         | Nevada Test Site Area S3h 37°03′11″ с. ш. 116°02′02″ з. д.                                                                                                  | 0 м, твёрдая поверхность                     |          |           |             |
| Hood           | 5 июля 1957 11:40:00.1       | Nevada Test Site Area B9a ~ 37°08′05″ с. ш. 116°02′30″ з. д.                                                                                                | 460 м аэростат                               | 74 кт    |           |             |
| Diablo         | 15 июля 1957 11:30:00.1      | Nevada Test Site Area T2b 37°09′01″ с. ш. 116°06′34″ з. д.                                                                                                  | 150 м башня                                  | 17 кт    |           |             |
| John           | 19 июля 1957 14:00:04.6      | Запуск: NTS, Areas 1-4, 6-10, Yucca Flat: 10 37°00′00″ с. ш. 116°03′14″ з. д., высота: 5600 м; Детонация: Nevada Test Site 37°09′38″ с. ш. 116°03′14″ з. д. | 5639 м                                       | 2 кт     |           |             |
| Kepler         | 24 июля 1957 11:49:59.9      | Nevada Test Site Area 4 37°05′44″ с. ш. 116°06′13″ з. д. | 150 м башня                                  | 10 кт    |           |             |
| Owens          | 25 июля 1957 13:29:59.7      | Nevada Test Site Area B9b ~ 37°08′05″ с. ш. 116°02′30″ з. д.                                                                                                | 150 м аэростат                               | 9,7 кт   |           |             |
| Pascal-A       | 26 июля 1957 08:00:00.0      | Nevada Test Site Area U3j 37°03′06″ с. ш. 116°02′03″ з. д.                                                                                                  | 150 м подземный, шахта                       | 55 т     |           |             |
| Stokes         | 7 августа 1957 12:25:00.2    | Nevada Test Site Area B7b ~ 37°05′12″ с. ш. 116°01′28″ з. д.                                                                                                | 460 м аэростат                               | 19 кт    |           |             |
| Saturn         | 10 августа 1957 00:59:55.1   | Nevada Test Site Area U12c.02 37°11′37″ с. ш. 116°12′02″ з. д.                                                                                              | 39,01 м подземный, тоннель                   | 50 кг    |           |             |
| Shasta         | 18 августа 1957 12:00:00.0   | Nevada Test Site Area 2a 37°07′41″ с. ш. 116°06′26″ з. д.                                                                                                   | 150 м башня                                  | 17 кт    |           |             |
| Doppler        | 23 августа 1957 12:30:00.1   | Nevada Test Site Area B7b ~ 37°05′12″ с. ш. 116°01′28″ з. д.                                                                                                | 460 м аэростат                               | 11 кт    |           |             |
| Pascal-B       | 27 августа 1957 22:35:00.0   | Nevada Test Site Area U3d 37°02′57″ с. ш. 116°02′05″ з. д.                                                                                                  | 150 м подземный, шахта                       | 300 т    |           |             |
| Franklin Prime | 30 августа 1957 12:39:59.9   | Nevada Test Site Area B7b ~ 37°05′12″ с. ш. 116°01′28″ з. д.                                                                                                | 230 м аэростат                               | 4,7 кт   |           |             |
| Smokey         | 31 августа 1957 12:30:00.0   | Nevada Test Site Area T2c 37°11′14″ с. ш. 116°04′08″ з. д.                                                                                                  | 210 м башня                                  | 44 кт    |           |             |
| Galileo        | 2 сентября 1957 12:40:00.0   | Nevada Test Site Area T1 37°03′11″ с. ш. 116°06′12″ з. д.                                                                                                   | 150 м башня                                  | 11 кт    |           |             |
| Wheeler        | 6 сентября 1957 12:45:00.0   | Nevada Test Site Area B9a ~ 37°08′05″ с. ш. 116°02′30″ з. д.                                                                                                | 150 м аэростат                               | 197 т    |           |             |
| Coulomb-B      | 6 сентября 1957 20:05:00.6   | Nevada Test Site Area S3g 37°02′34″ с. ш. 116°01′40″ з. д.                                                                                                  | 0 м на поверхности земли, safety experiment  | 300 т    |           |             |
| Laplace        | 8 сентября 1957 12:59:59.8   | Nevada Test Site Area B7b ~ 37°05′12″ с. ш. 116°01′28″ з. д.                                                                                                | 230 м аэростат                               | 1 кт     |           |             |
| Fizeau         | 14 сентября 1957 16:44:59.8  | Nevada Test Site Area T3b 37°02′01″ с. ш. 116°01′56″ з. д.                                                                                                  | 150 м башня                                  | 11 кт    |           |             |
| Newton         | 16 сентября 1957 12:49:59.9  | Nevada Test Site Area B7a ~ 37°05′12″ с. ш. 116°01′28″ з. д.                                                                                                | 460 м аэростат                               | 12 кт    |           |             |
| Rainier        | 19 сентября 1957 16:59:59.45 | Nevada Test Site Area U12b 37°11′45″ с. ш. 116°12′15″ з. д.                                                                                                 | 272,8 м подземная шахта, weapons development | 1,7 кт   |           |             |
| Whitney        | 23 сентября 1957 12:29:59.8  | Nevada Test Site Area T2 37°08′18″ с. ш. 116°07′06″ з. д.                                                                                                   | 150 м башня                                  | 19 кт    |           |             |
| Charleston     | 28 сентября 1957 12:59:59.9  | Nevada Test Site Area B9a ~ 37°08′05″ с. ш. 116°02′30″ з. д.                                                                                                | 460 м аэростат                               | 12 кт    |           |             |
| Morgan         | 7 октября 1957 13:00:00.1    | Nevada Test Site Area B9a ~ 37°08′05″ с. ш. 116°02′30″ з. д.                                                                                                | 150 м аэростат                               | 8 кт     |           |             |